# NGC 2611
NGC 2611 este o radiogalaxie situată în constelația Racul. A fost descoperită în 29 martie 1865 de către Albert Marth.